# ザ・トゥナイト・ショー・ウィズ・コナン・オブライエン
『ザ・トゥナイト・ショー・ウィズ・コナン・オブライエン』（The Tonight Show with Conan O'Brien）は、2009年6月1日から2010年1月22日までアメリカNBCで放送されていた深夜トーク・バラエティ番組である。

## 概要
2009年5月まで放送されていた『ザ・トゥナイト・ショー・ウィズ・ジェイ・レノ』の終了に伴い、『レイト・ナイト』の司会を務めたコナン・オブライエンが後任の司会を就任した。
収録はユニバーサルシティのユニバーサル・スタジオステージ1で行った。またレイト・ナイト同様、マックス・ワインバーグが引き続きバンド演奏を担当していた。
しかし2010年1月、NBCが『ザ・ジェイ・レノ・ショー』の放送開始時刻を23時35分に変更、『トゥナイト・ショー』も0時5分に変更されたことを受け、オブライエンは番組の続投は無理と判断。NBCとオブライエンは4500万ドルの補償金を支払い、オブライエンの『トゥナイト・ショー』は打ち切りとなり、3月からはジェイ・レノが司会に復帰した。
その後オブライエンは同年11月にTBSに移り、『コナン』の放送が開始された。